# Anaclet II
Anaclet II, de nom seglar Pietro Pierleoni, (Roma, c. 1090 - Roma, 25 de gener de 1138) va ser un benedictí italià, que va esdevenir cardenal el 1106 i va ser elegit papa el 1130, en contraposició al papa Innocenci II, i es considera antipapa. Rebé el suport de Roger II de Sicília.